# Idroscalo di Brindisi
L'Idroscalo di Brindisi "Orazio Pierozzi" fu un idroscalo italiano situato in località Costa Guacina, appena al di fuori del porto interno di Brindisi.
Le strutture originarie, che formavano l'Idroscalo Militare di Brindisi, realizzato per esigenze belliche ad opera della Regia Marina durante la prima guerra mondiale, vennero espanse con la nuova sezione destinata all'aviazione commerciale nel 1923. La struttura rimase attiva fino al termine della seconda guerra mondiale quando le crescenti attività del vicino aeroscalo terrestre ne dichiararono de facto l'obsolescenza.

## Storia
Per iniziativa della Regia Marina con la circolare N° 25260 del 6 dicembre 1914, si stabilì la creazione di tre stazioni per idrovolanti a Venezia, Pesaro e Brindisi, per contrastare l'aeronautica austriaca presente su tutto l'Adriatico. A Brindisi furono assegnati tre idrovolanti Curtiss, in attesa che fosse costruito un hangar attrezzato ad ospitarli sulle zone costiere "Posillipo" e "Costa Guacina", furono depositati sull'incrociatore protetto Elba e sulla nave appoggio idrovolanti Europa. 
Nel settembre 1915 veniva costituiva la Squadriglia francese di Brindisi con 3 idrovolanti Nieuport monoplani a Brindisi, con osservatori
della Regia Marina che rimane fino a metà gennaio 1916.
Nel 1916 nasce l'idroscalo Militare di Brindisi, con la costruzione delle aerorimesse per gli idrovolanti da bombardamento progettati dall'ingegnere Luigi Bresciani.
Il 14 settembre del 1918 Federico Martinengo, dopo essere stato Direttore dei Corsi Speciali presso la Scuola Idrovolanti di Bolsena, divenne comandante della Stazione.
L'idroscalo militare era stato intitolato a Orazio Pierozzi, comandante della 255ª Squadriglia Idrovolanti di Brindisi durante la prima guerra mondiale.

## Aziende
Nel 1923 la Regia Aeronautica Militare iniziò la costruzione dell'Idroscalo Civile di Brindisi completato nel 1925 affiancandolo a quello militare, completando così un sistema di trasporti e collegamenti con il porto di Brindisi che con il sistema treno-nave della Valigia delle Indie era funzionante dal secolo precedente. Su questo idroscalo si insediarono diverse aziende:
- la Società Italiana Servizi Aerei (SISA) nel 1921
- la Società Anonima Navigazione Aerea (SANA) nel 1925
- la societá Transadriatica nel 1926
- la societá Aero Espresso Italiana (AEI), fondata nel 1923 e nel 1924 in convenzione con la Regia Aeronautica per l'esercizio di una linea commerciale tra Italia, Grecia e Turchia, via Brindisi
- la Società Aerea Mediterranea SAM nel 1928, con idrovolanti Savoia-Marchetti S.59/S59bis[3], avviò la linea Brindisi-Valona

L´idroscalo è stato anche luogo d'origine dell'industria aeronautica brindisina con la Società Anonima Cantieri d'Aeroporto, come centro di manutenzione e revisione degli idrovolanti. L'azienda entró in attività nel 1934 e divenne la principale industria della provincia. Nel dopoguerra divenne con la nuova denominazione di Societá per Azioni Costruzioni Aeronavali. Nel 1977 dalla dichiarazione di fallimento, l'Industria Aeronautica Meridionale IAM ne rilevò le maestranze, gli impianti e le attività. In seguito alla sua ristrutturazione, la IAM divenne Agusta e questa, nel 1999, cedette ad Alenia Aeronautica il sito dell'idroscalo diventando Alenia Aeronavali insieme allo stabilimento di Tessera (Venezia).

### Pubblicazioni
- Castiglioni, Da Brindisi a Costantinopoli per le vie del cielo, in Aeronautica, n. 1, Milano, Gustavo Modiano, gennaio 1928 (Anno II),  pp. 12-16, ISSN no (WC · ACNP).
- Marco Mattioli, Federico Martinengo. Un marinaio tra cielo e mare, in Aerei nella Storia. Ali del Valore, n. 96, Parma, West-Ward Edizioni, aprile-maggio 2003,  pp. 19-22.
- Orazio Pierozzi l´asso della marina. M. Mattioli – 2003
- La base navale di Brindisi durante la grande guerra. G. T. Andriani – 1993
- I Reparti dell'aviazione italiana nella Grande Guerra, AM Ufficio Storico - Roberto Gentilli e Paolo Varriale, 1999

### Periodici
- Ovidio Ferrante, Tra cielo e mare, in Rivista Aeronautica, No.1, Roma, Editore Ministero della Difesa, febbraio 2011,  pp. 104-111.